# Імпічмент Білла Клінтона

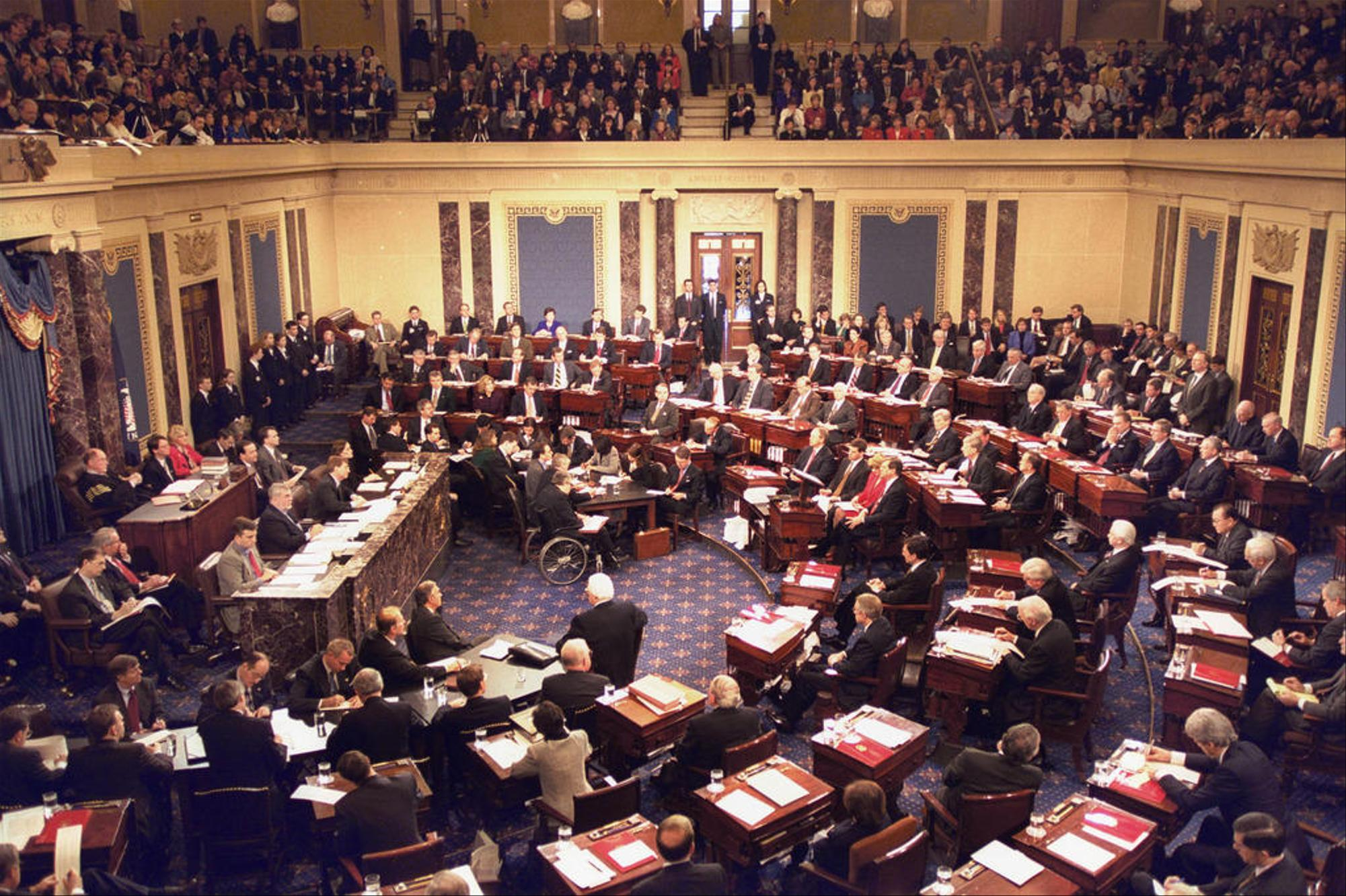
Засідання Сенату США під часу судового процесу над Біллом Клінтоном; головує голова Верховного суду Вільям Ренквіст (1999). Палатові менеджери сидять за чвертьколовими столами ліворуч, а особисті радники президента праворуч.

Імпічмент Білла Клінтона був ініційований 8 жовтня 1998 року, коли Палата представників Конгресу проголосувала за початок процедури імпічменту 42-го президента США через «тяжкі злочини та проступки», що відтак деталізувались у двох пунктах імпічменту. Президента звинувачували в брехні під присягою та в перешкоджанні правосуддю у зв'язку з судовим позовом про сексуальні домагання Клінтона, поданим Паулою Джонс та подальшого скандалу з Левінські. Каталізатором імпічменту президента був Звіт Старра, підготований у вересні 1998 року звіт незалежного прокурора Кена Старра комітету судочинства Палати представників.
19 грудня 1998 року Білл Клінтон став другим президентом США, якому було оголошено імпічмент (першим був Ендрю Джонсон 1868 року), коли Палата представників офіційно прийняла статті імпічменту та направила їх до Сенату США для судового розгляду. Судовий процес у Сенаті розпочався в січні 1999 року за головування голови Верховного суду Вільяма Ренквіста. 12 лютого Білла Клінтона було виправдано за обома пунктами через нестачу необхідних двох третіх голосів присутніх на засіданні сенаторів для визнання вини та усунення від влади — в даному випадку 67-ми. За першим пунктом 45 сенаторів проголосували за визнання вини, а 55 проголосували за виправдання. За другим пунктом 50 сенаторів проголосували за визнання вини, а 50 проголосували за виправдання. Як наслідок, Білл Клінтон залишив за собою повноваження до завершення свого другого президентського терміну.